# Zdjęcie rentgenowskie

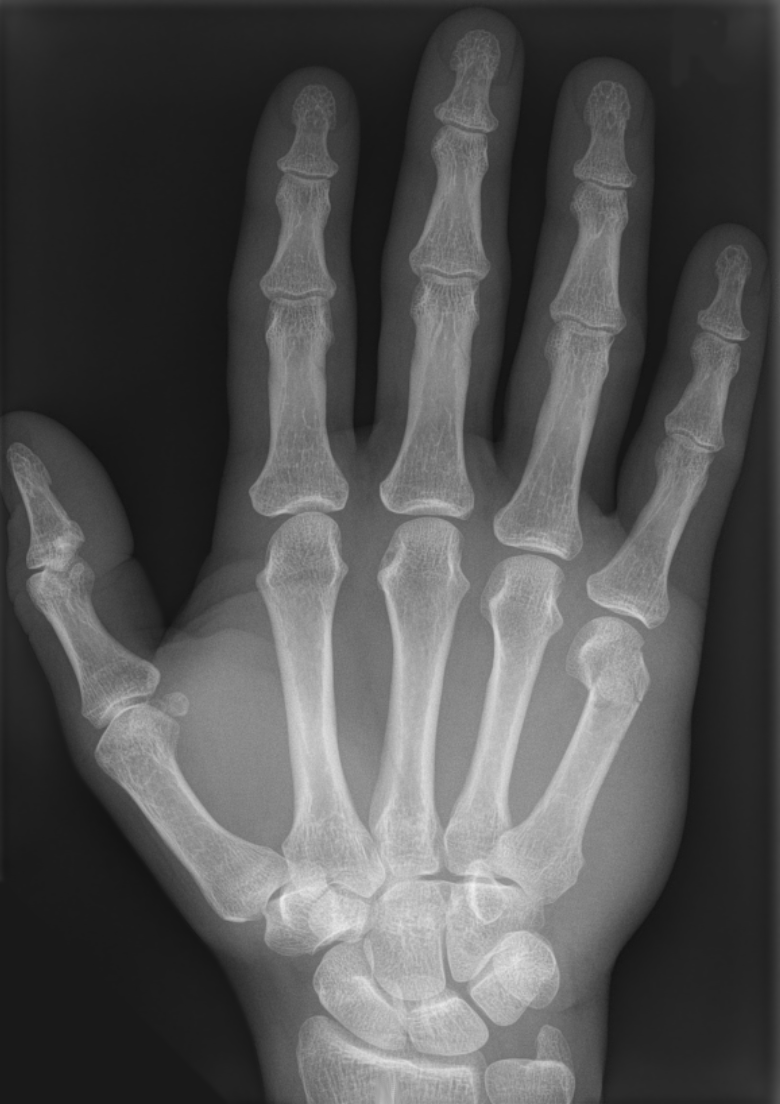
Zdjęcie rentgenowskie ręki z poprzecznym złamaniem szyjki piątej kości śródręcza

Zdjęcie rentgenowskie, rentgenogram, potocznie rentgen, prześwietlenie, w skrócie RTG, rtg. – dwuwymiarowy obraz rejestrowany  podczas prześwietlania wiązką promieniowania rentgenowskiego organów osoby poddanej rentgenografii, będącej jedną z podstawowych technik diagnostycznych w medycynie.
Pierwsze zdjęcie rentgenowskie całego ciała ludzkiego wykonał 1 lipca 1934 roku Arthur Fuchs z amerykańskiej firmy Kodak.

## Zasada powstawania
Ze względu na swoją bardzo dużą przenikliwość promieniowanie rentgenowskie (generowane zwykle za pomocą lampy rentgenowskiej) przechodzi częściowo przez ciało pacjenta, a następnie przez błonę rentgenowską (błonę fotograficzną czułą na promieniowanie rentgenowskie), gdzie jest rejestrowane w postaci obrazu. Promieniowanie, które nie zostanie całkowicie pochłonięte przez tkanki pacjenta, spowoduje jej zaczernienie, a im większą część promieniowania zatrzymają tkanki, tym mniejsze będzie to zaczernienie.
Powstające w ten sposób zdjęcie jest negatywem i w takiej formie zdjęcia są wywoływane i analizowane przez lekarza. Do opisu negatywu stosuje się pojęcia przejaśnienie i zacienienie, jednak w przeciwnych znaczeniach tych słów (ze względu na naturę negatywu). Przejaśnienie to miejsce, gdzie do błony dotarła duża ilość promieniowania i powstało jej zaczernienie, natomiast zacienienie jest miejscem, w którym ono do niej nie dotarło (tak jak gdy światło widzialne nie dociera do błony fotograficznej i powstaje zaciemnienie, czyli cień), gdyż tkanki je zaabsorbowały. W tym drugim przypadku odnośny obszar błony jest biały (lub jasnoszary). Kość wykazuje znacznie większą zdolność absorpcji (pochłaniania) promieniowania niż otaczające ją tkanki miękkie, dzięki czemu widoczna jest na filmie jako miejsce niezaczernione.
Promieniowanie jonizujące, jakim jest promieniowanie rentgenowskie, ulega rozproszeniu komptonowskiemu. Zjawisko to zmniejsza kontrast obrazu, zacierając granicę między tkanką miękką a kością. W celu lepszego zobrazowania niektórych struktur stosuje się środki cieniujące (popularnie zwane kontrastami).
Błona fotograficzna używana do zdjęć RTG jest mało wrażliwa na promieniowanie Röntgena, dlatego w kasecie rentgenowskiej umieszczony jest za nią ekran fluorescencyjny, w którym pod wpływem promieniowania rentgenowskiego powstaje światło widzialne, co wzmacnia kontrast zdjęcia.
W początkach radiografii zamiast błony fotograficznej stosowano – podobnie jak w fotografii – szklane płytki pokryte światłoczułymi związkami srebra, stąd potoczna (choć obecnie niepoprawna) nazwa „klisza”.

## Litery L, P i R na zdjęciu
Ze względu na naturę zdjęcia, które jest rzutem obiektu trójwymiarowego na płaszczyznę, a ponadto można je oglądać i z jednej i z drugiej strony, pojawia się problem z rozróżnieniem, z której strony należy patrzeć na zdjęcie. W tym celu w obszarze robionego zdjęcia umieszcza się szablon z niesymetryczną literką (taką, którą można odczytać tylko w jednej pozycji), najczęściej L, P lub R. Litery te oznaczają strony (odpowiednio: lewa, prawa, ang. right) badanego obiektu. Czasem używa się skrótów łacińskich Sin (manus sinistra – strona lewa) i Dx (manus dextra – strona prawa). Znaczniki strony lewej są czworokątne i czerwone (koloru nie widać na zdjęciu), a strony prawej okrągłe i zielone.

## Przykładowe zdjęcia rentgenowskie

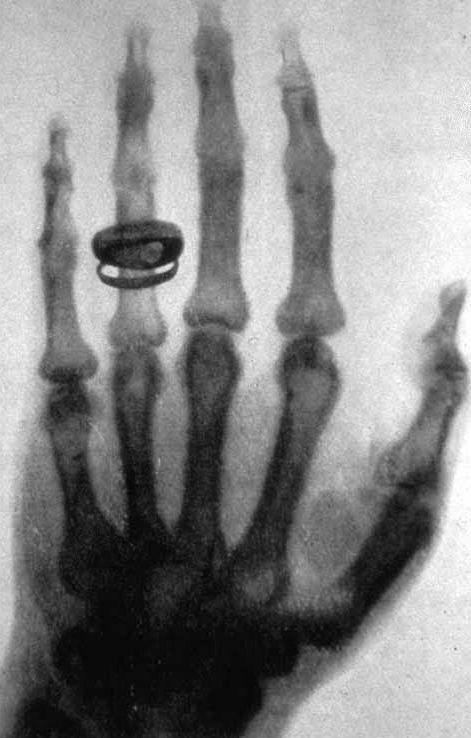
Zdjęcie rentgenowskie dłoni Alberta von Köllikera wykonane przez Röntgena w Physikalisches Institut Uniwersytetu w Würzburgu 23 stycznia 1896 r.
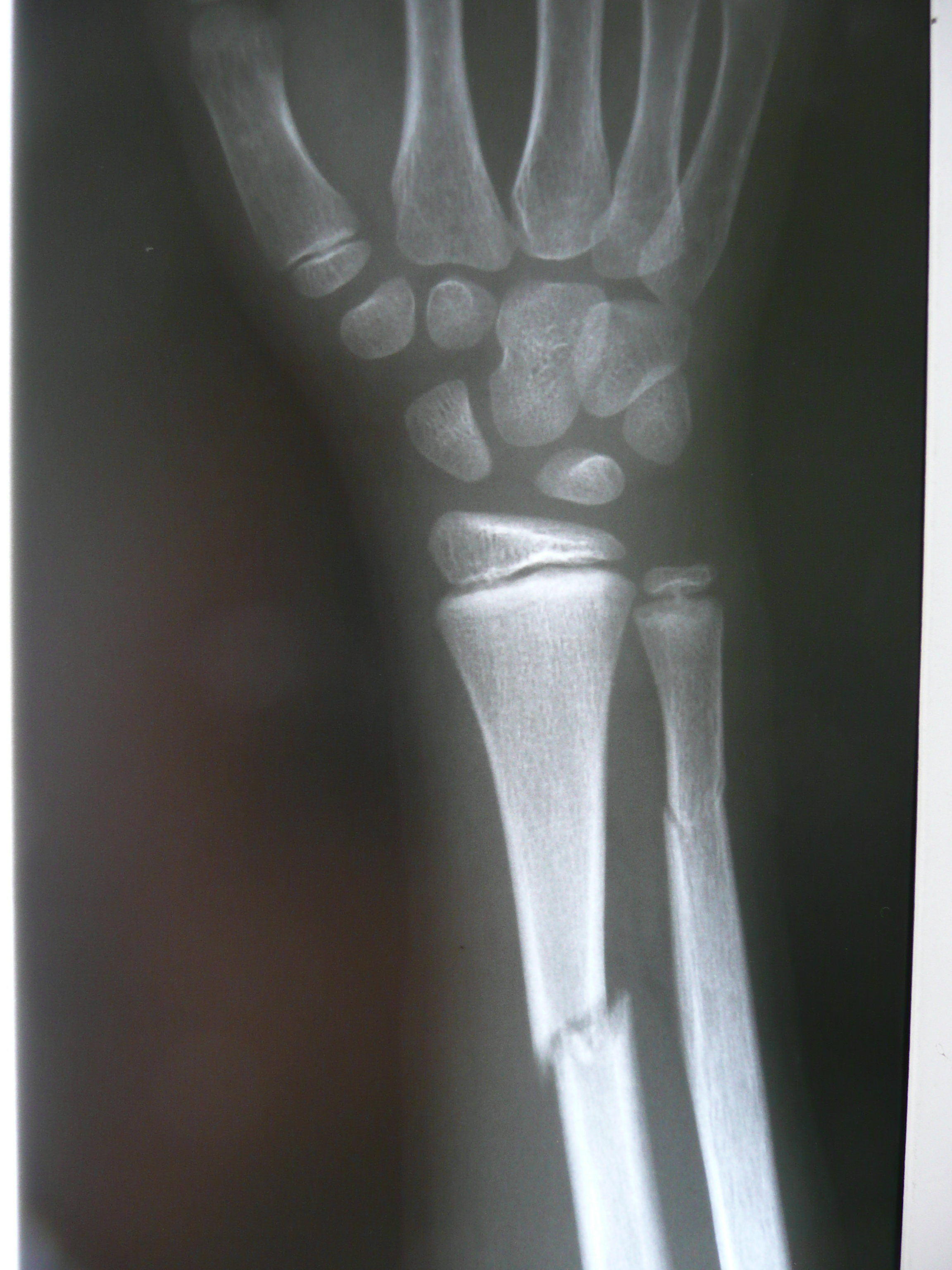
Zdjęcie przedramienia – widoczne złamanie kości promieniowej
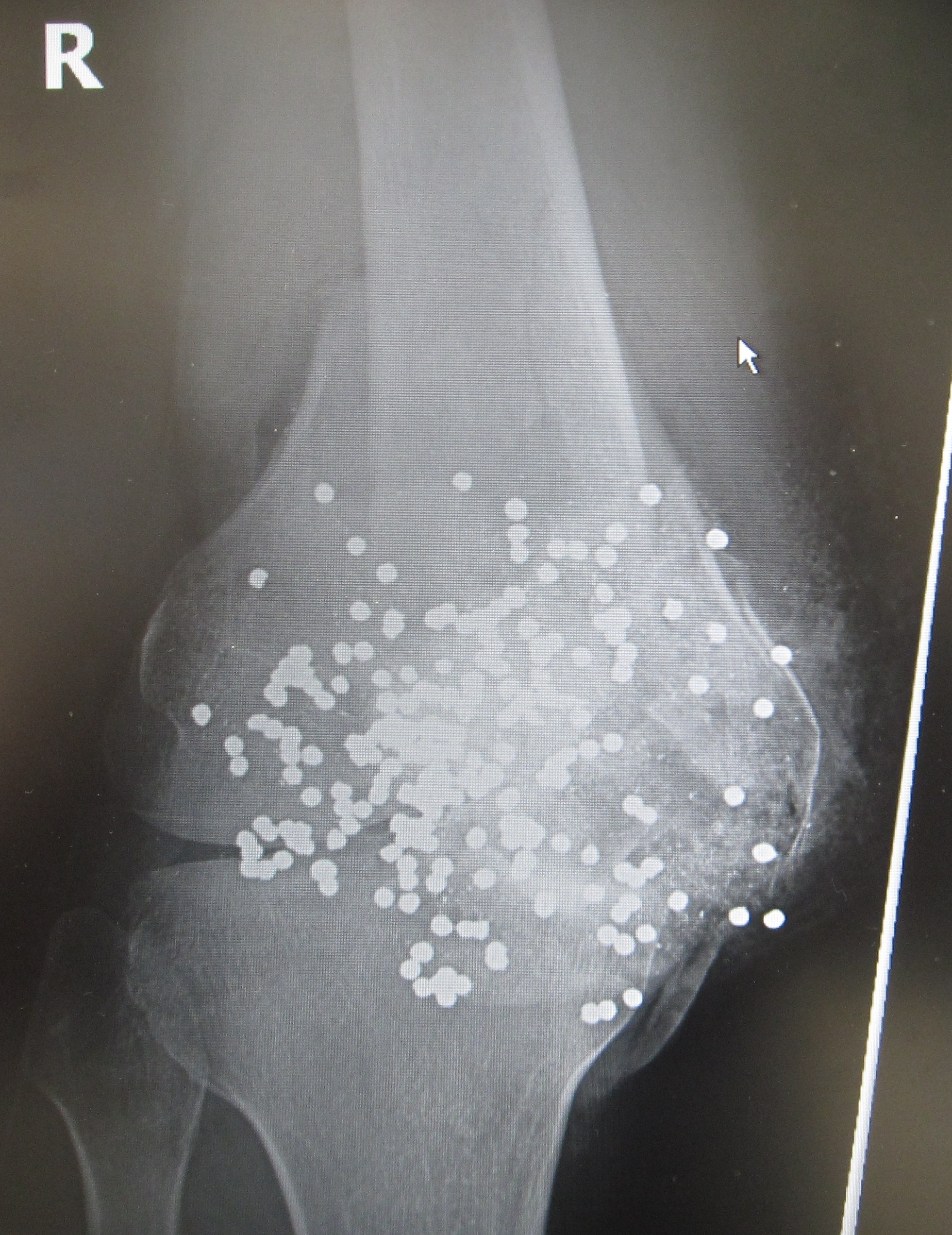
Zdjęcie stawu kolanowego – widoczne liczne kulki śrutu po postrzale ze strzelby
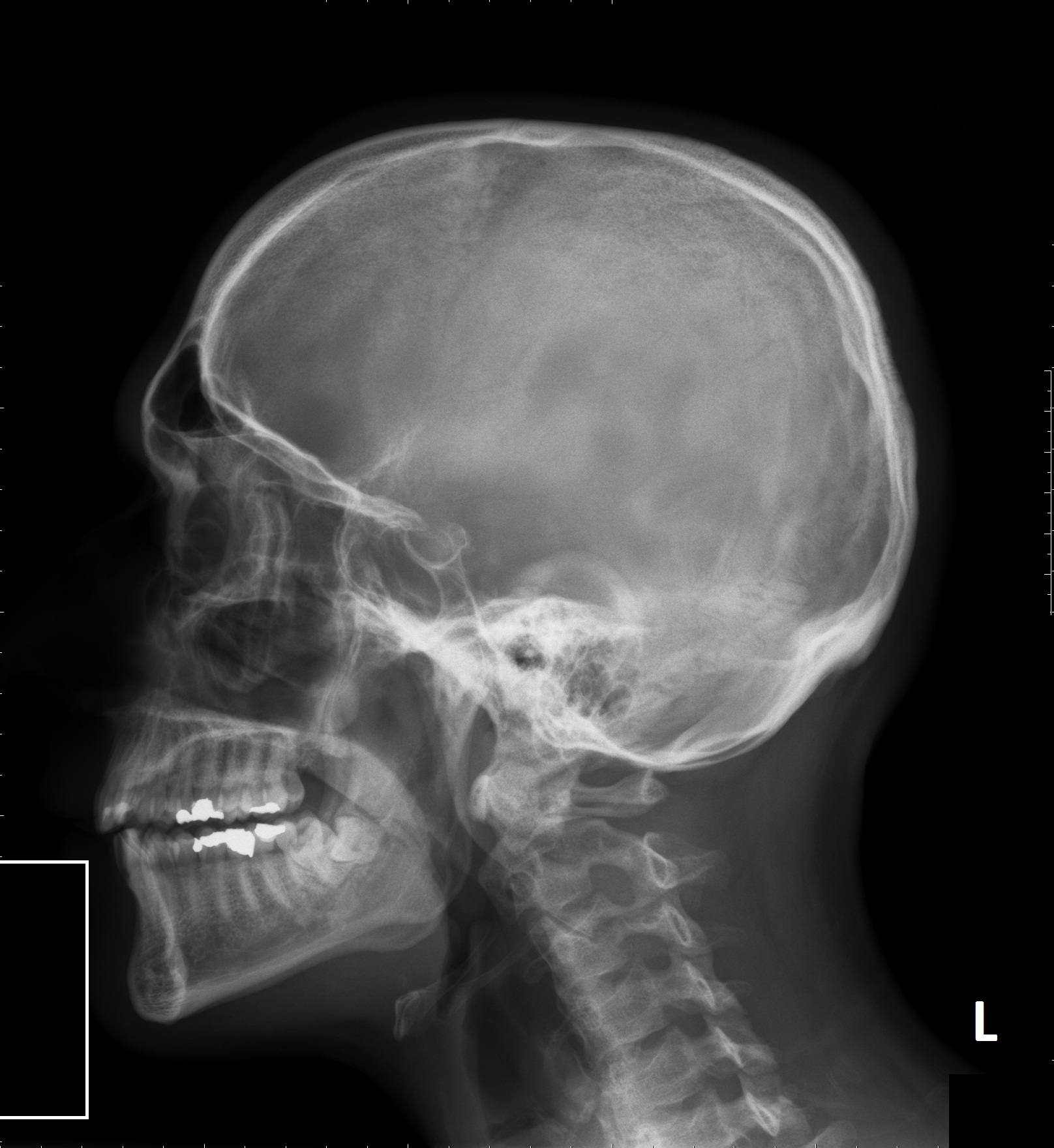
Zdjęcie boczne głowy i szyi
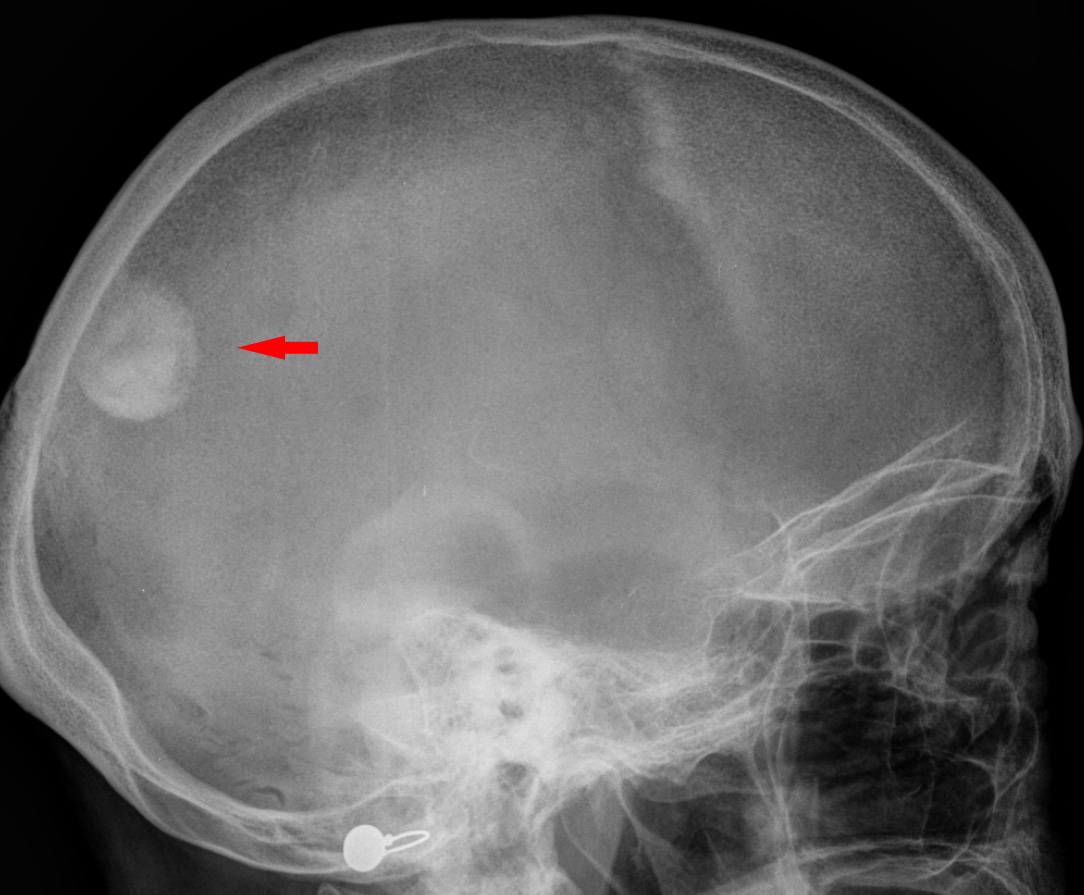
Zdjęcie boczne czaszki – widoczny oponiak
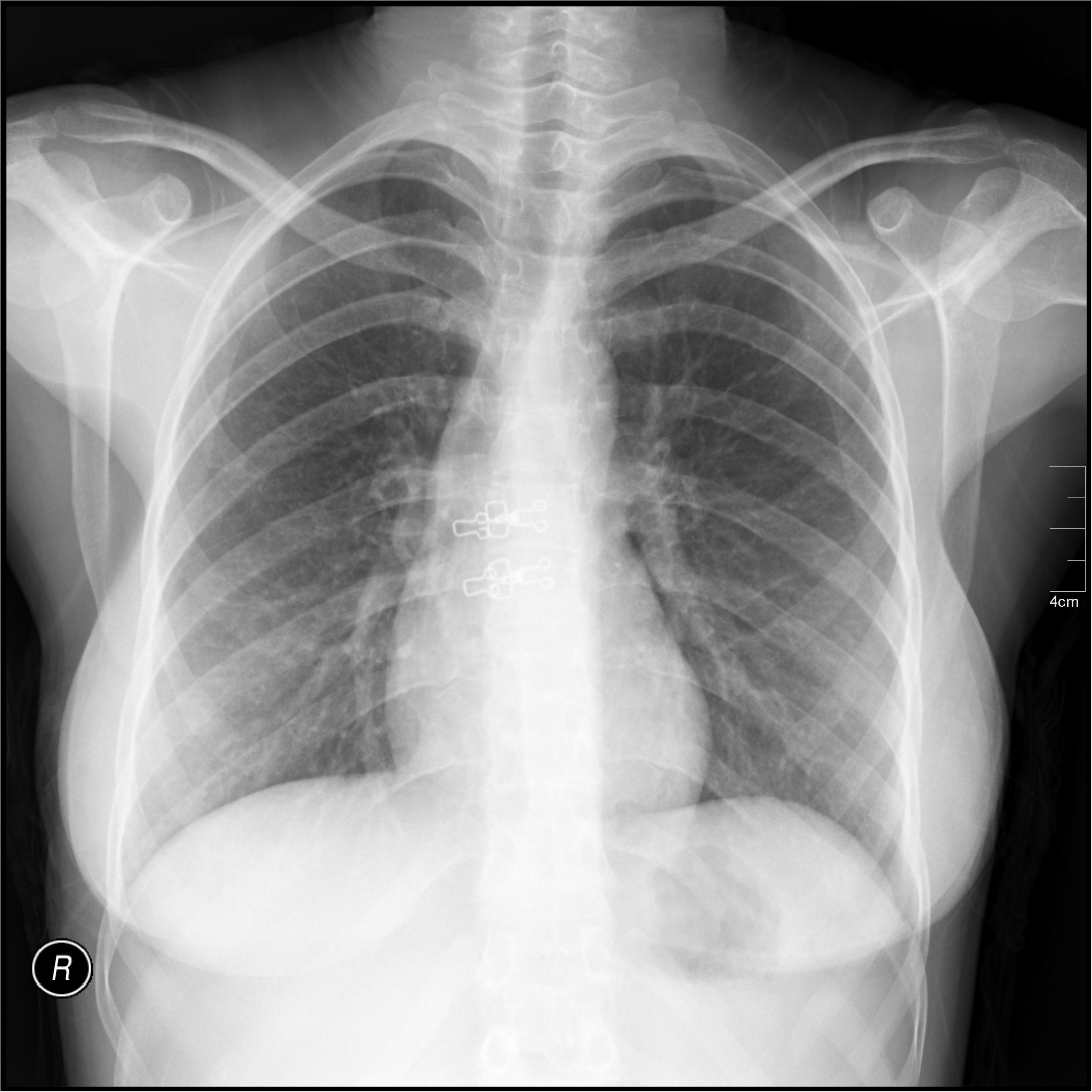
Zdjęcie klatki piersiowej
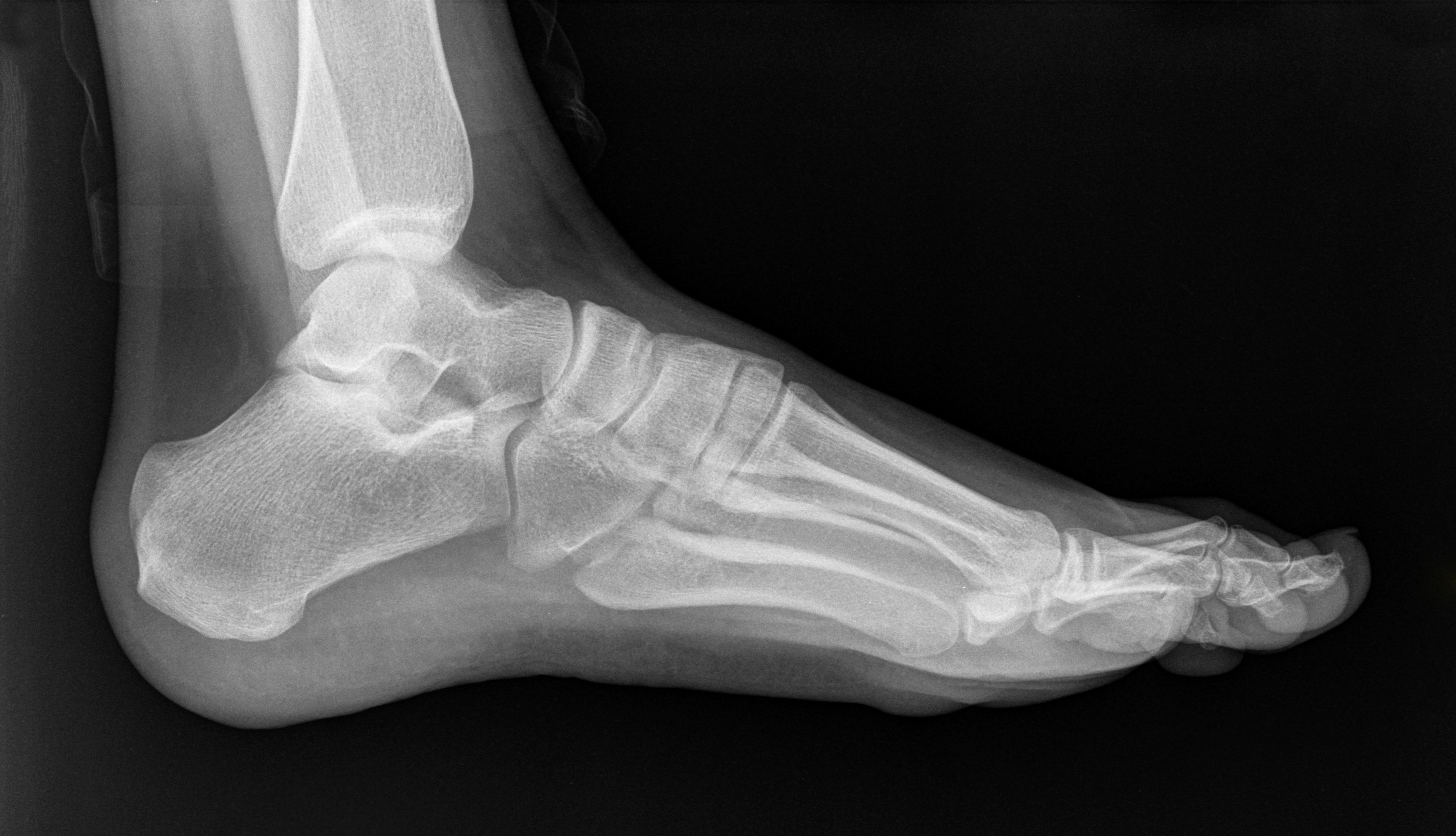
Zdjęcie stopy
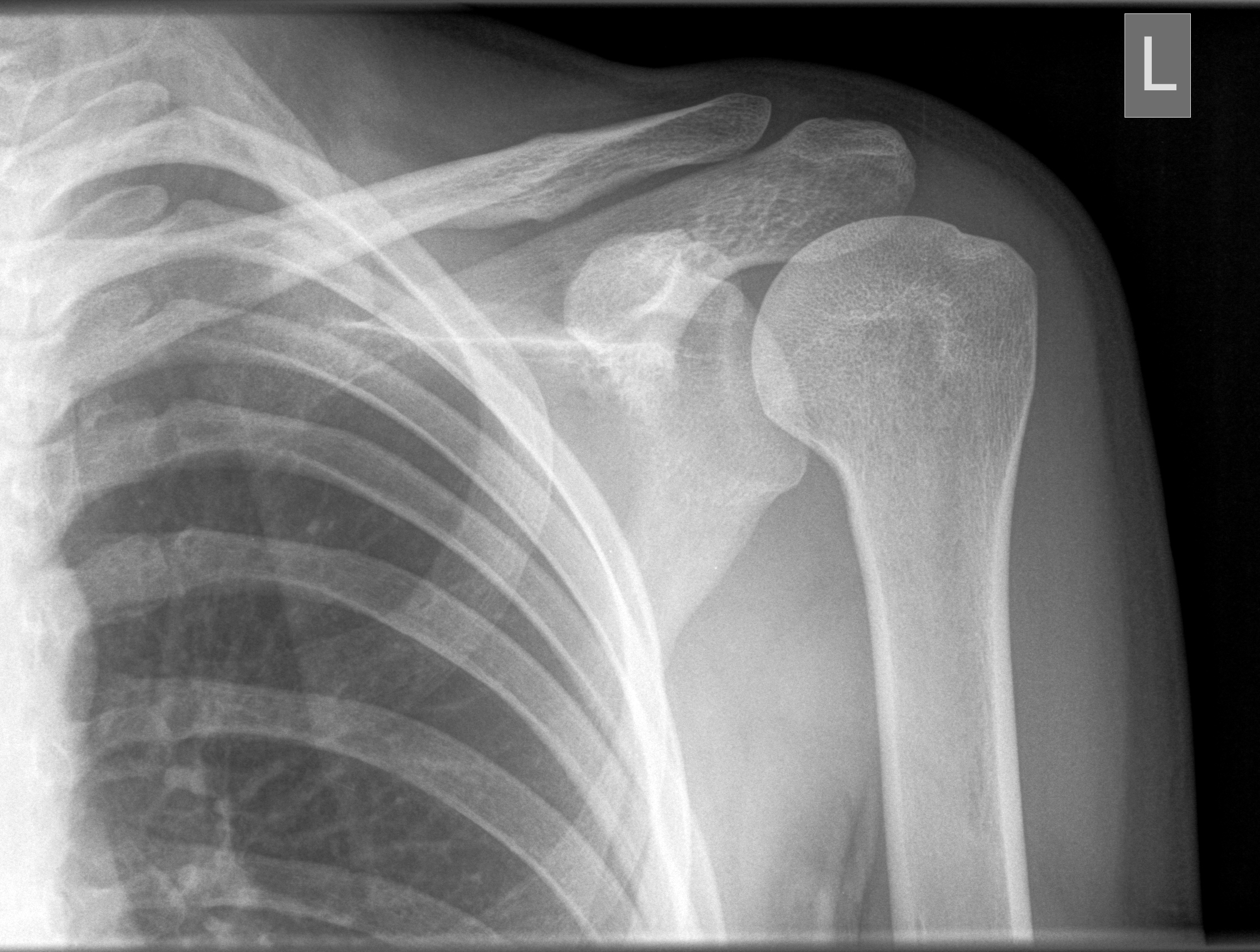
Zdjęcie stawu ramiennego